# Ol'ga Aleksandrovna Romanova
Ol'ga Aleksandrovna Romanova, in russo О́льга Алекса́ндровна Рома́нова? (Peterhof, 13 giugno 1882 – Toronto, 24 novembre 1960), fu una granduchessa dell'Impero russo e figlia dell'imperatore Alessandro III di Russia e dell'imperatrice Marija Fëdorovna, nata Dagmar di Danimarca.
Durante il regno del padre e del fratello, fu insignita del titolo di "Sua Altezza Imperiale". Pittrice, dipinse oltre 2000 quadri. Dopo la caduta dei Romanov, lei, sua madre e altri parenti, furono imprigionati in Crimea.

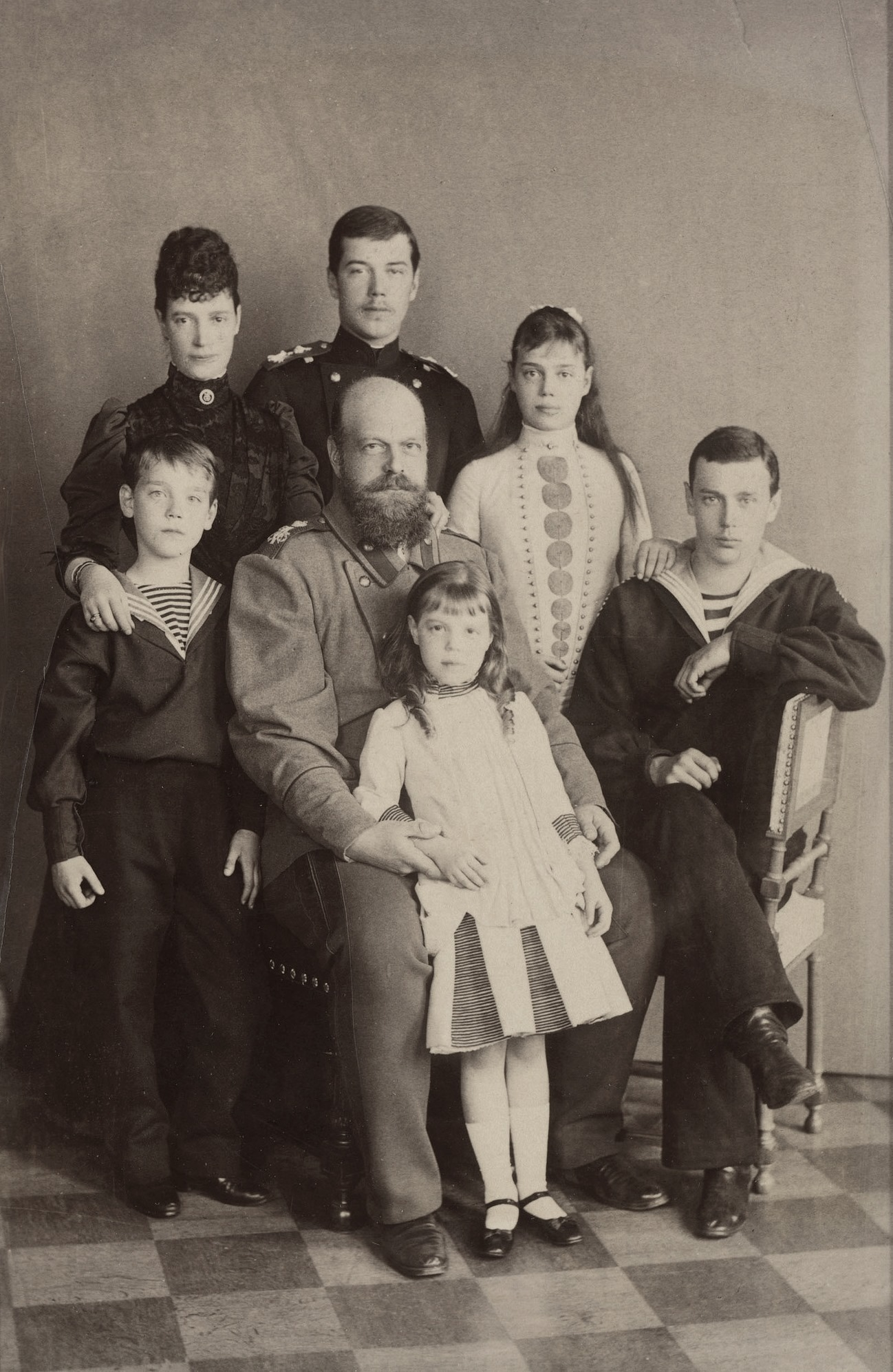
Ol'ga tra le braccia di suo padre, Alessandro III. Dietro (da sinistra a destra): il granduca Michele, sua madre Marija Fëdorovna, il granduca Nicola, la granduchessa Ksenija e il granduca Giorgio.

## Biografia
Nata nel palazzo di Peterhof, Ol'ga era la figlia dello zar Alessandro III di Russia, e di sua moglie, l'imperatrice Marija Fëdorovna, nata Dagmar di Danimarca. La sua nascita venne annunciata dal tradizionale saluto con 101 cannonate dai bastioni della Fortezza di Pietro e Paolo e saluti simili in tutto l'impero russo. Sua madre, consigliata dalla sorella, Alessandra, Principessa del Galles, affidò Ol'ga alle cure di una tata inglese, Elizabeth Franklin.
Siccome la famiglia imperiale era soggetta ad attentati, suo padre decise di trasferire la famiglia a vivere nella Reggia di Gatčina, 65 chilometri ad ovest di San Pietroburgo.
Sebbene Ol'ga e i suoi fratelli vivessero in un palazzo, le loro condizioni di vita erano modeste, persino spartane: dormivano su dure brande, si alzavano all'alba, si lavavano in acqua fredda e mangiavano un semplice porridge per colazione.
Ol'ga lasciò per la prima volta il palazzo nel 1888 quando visitò il Caucaso.
Sotto gli schemi della nonna Marija Aleksandrovna, studiò letteratura, matematica, storia e lessico, oltre a praticare attività fisiche come l'equitazione.
La famiglia era profondamente religiosa. Mentre Natale e Pasqua erano periodi di festa e stravaganza, la Quaresima era rigorosamente rispettata: si evitavano carne, latticini e qualsiasi forma di intrattenimento. L'imperatrice Maria era riservata e formale con Ol'ga da bambina e il loro rapporto rimase difficile. Ma Ol'ga era molto legata a suo padre e al più giovane dei suoi fratelli, Michele. Insieme, i tre facevano spesso escursioni nelle foreste di Gatčina, dove lo zar insegnava a Ol'ga e a Michele la lavorazione del legno.
Per le vacanze, la famiglia si divideva tra Peterhof, la tenuta di Ol'gino, nella provincia di Voronež, dove la giovane Ol'ga si occupava anche di opere caritatevoli per i cittadini, diventando una benefattrice per gli orfani, i malati e le case di cura, e la visita ai nonni in Danimarca.
Tuttavia, nel 1894, il padre di Ol'ga si ammalò e il viaggio annuale in Danimarca fu annullato. Il 13 novembre 1894 lo zar morì all'età di 49 anni. L'impatto emotivo su Ol'ga fu traumatico, e suo fratello maggiore, il nuovo zar Nicola II, fu spinto a un ruolo per il quale, secondo l'opinione di Ol'ga, era mal preparato.

## Matrimoni

### Primo Matrimonio

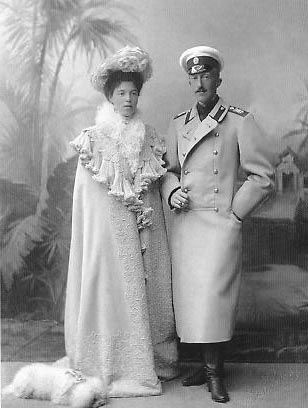
Ol'ga e Pietro Aleksandrovič

Ol'ga avrebbe dovuto debuttare in società a metà del 1899 all'età di 17 anni, ma dopo la morte di suo fratello Giorgio, la sua prima apparizione pubblica ufficiale fu ritardata di un anno fino al 1900. Fu una brutta esperienza, e in seguito disse al suo biografo ufficiale Ian Vorres: "Mi sentivo come se fossi un animale in una gabbia, esposto al pubblico per la prima volta". Dal 1901 Ol'ga fu insignita del titolo onorario di Comandante in Capo del 12º reggimento delle forze imperiali, l'Achtyckij Ussaro, famoso per aver vinto Napoleone Bonaparte nella Battaglia di Kulm nel 1813.
Nel 1900 durante una serata al teatro dell'opera, Ol'ga fece la conoscenza di un lontano cugino, Pietro Aleksandrovič di Oldenburg. Aveva 14 anni più di lei ed era noto per la sua passione per la letteratura e il gioco d'azzardo. Pietro chiese la mano di Ol'ga l'anno successivo, una proposta che colse completamente di sorpresa la granduchessa: "Sono rimasta così sorpresa che tutto quello che ho potuto dire è stato 'grazie'", ha spiegato in seguito.
Il loro fidanzamento, annunciato nel maggio 1901, sorprese la famiglia e gli amici, poiché Pietro non aveva mostrato alcun interesse per le donne, e i membri della società presumevano che fosse omosessuale. Il matrimonio venne celebrato il 9 agosto 1901. Dopo la celebrazione gli sposi partirono per il palazzo di Oldenburg sul Campo di Marte. Ol'ga trascorse la sua prima notte di nozze da sola in lacrime, mentre Pietro si recò a una casa da gioco, tornando solo la mattina dopo. Il loro matrimonio non fu consumato, e Ol'ga sospettò che l'ambiziosa madre di Pietro lo avesse spinto a fare la proposta. La biografa Patricia Phenix pensava che Ol'ga potesse aver accettato la sua proposta per ottenere l'indipendenza da sua madre, l'imperatrice vedova, o per evitare un matrimonio con un membro di una corte straniera. La coppia inizialmente visse con i suoceri. Il loro rapporto non era armonioso, poiché i genitori di Pietro, entrambi ben noti per il loro lavoro filantropico, rimproveravano il loro unico figlio per la sua pigrizia. Ol'ga provava antipatia per sua suocera, sebbene Eugenia, intima amica dell'imperatrice madre, avesse fatto alla nuora molti doni, inclusa una tiara di rubini che Napoleone aveva regalato a Joséphine de Beauharnais. Poche settimane dopo il matrimonio, Ol'ga e suo marito si recarono a Biarritz, da dove salparono per Sorrento, su uno yacht prestatogli da Edoardo VII.
Al loro ritorno in Russia, si stabilirono in un palazzo di 200 stanze (l'ex palazzo Barjatinskij) a San Pietroburgo. Il palazzo, un dono dello zar Nicola II a sua sorella, ora ospita la Camera di Commercio e Industria di San Pietroburgo. Ol'ga e Pietro avevano camere da letto separate, e la Granduchessa aveva il suo proprio studio d'arte. Infelice nel suo matrimonio, Ol'ga ebbe attacchi di depressione che le fecero perdere i capelli, costringendola a indossare una parrucca. Ci vollero due anni perché i capelli le ricrescessero.
Vicino alla tenuta degli Oldenburg, Ramon, Ol'ga aveva la sua villa, chiamata "Olgino" dal nome della città locale. Sovvenzionò la scuola del villaggio di tasca propria e fondò un ospedale. Sua nuora in seguito scrisse: "Ha cercato di aiutare ogni persona bisognosa per quanto le sue forze e i suoi mezzi lo permettessero". All'ospedale imparò le cure mediche di base e le cure adeguate dal medico locale. 
A Ramon, Ol'ga e Pietro si divertivano a passeggiare nei boschi e cacciavano insieme i lupi. Il marito era gentile e premuroso nei confronti a moglie, ma Ol'ga desiderava ardentemente l'amore, un matrimonio normale e dei figli.
Nel 1903 durante una parata militare a Pavlovsk, il fratello di Ol'ga, Michele, le presentò il colonnello Nikolaj Aleksandrovič Kulikovskij. Ol'ga e Kulikovskij iniziarono a vedersi e si scambiarono lettere regolarmente. Nello stesso anno Ol'ga affrontò il marito chiedendogli il divorzio. Tuttavia, Pietro nominò Kulikovskij aiutante di campo e gli permise di vivere nella loro residenza. La relazione tra Kulikovskij e la granduchessa non era pubblica, ma i pettegolezzi sulla loro storia d'amore si diffusero ben presto tra la società.
Dal 1904 al 1906 il duca Pietro ricoprì un incarico militare a Carskoe Selo. A Carskoe Selo, la Granduchessa viveva vicino a suo fratello Nicola e alla sua famiglia. Ol'ga era molto legata alle quattro figlie dello zar. Dal 1906 al 1914, Ol'ga portò le sue nipoti a feste e impegni a San Pietroburgo, senza i genitori, ogni fine settimana durante l'inverno. Ol'ga era legata soprattutto alla più giovane delle figlie di Nicola, Anastasia, che chiamava Švibzik (Швибзик, "diavoletto", "folletto", "monella"). Attraverso suo fratello e sua cognata, Ol'ga incontrò Rasputin, un sedicente santone che pretendeva di possedere poteri curativi. Sebbene non avesse criticato pubblicamente l'associazione di Rasputin con la famiglia imperiale, Ol'ga non era convinta dei suoi presunti poteri e privatamente lo detestava. Man mano che il legame tra Ol'ga e lo zar cresceva, il suo rapporto con l'altro fratello sopravvissuto, Michele, si deteriorò. Con orrore di lei e di Nicola, Michele fuggì con la sua amante, una donna comune divorziata due volte, e la comunicazione tra Michele e il resto della famiglia essenzialmente cessò.
I disordini pubblici durante la guerra russo-giapponese e le richieste di riforme politiche aumentarono nei primi anni del XX secolo. All'Epifania 1905, una banda di rivoluzionari sparò contro il Palazzo d'Inverno dalla Fortezza di Pietro e Paolo. Ol'ga e l'Imperatrice madre furono colpite da schegge di vetro da una finestra, ma rimasero incolumi. Tre settimane dopo, la Domenica di sangue, le truppe cosacche uccisero almeno 92 persone durante una manifestazione, e un mese dopo lo zio di Ol'ga, il granduca Sergio, venne assassinato. Le rivolte si verificarono in tutto il paese e reparti della marina si ammutinarono. Ol'ga sostenne la nomina come primo ministro del liberale Pëtr Stolypin, il quale intraprese un programma graduale di riforme, ma nel 1911 venne assassinato. I disordini pubblici, la fuga di Michele e il finto matrimonio misero Ol'ga a dura prova e nel 1912, mentre era in visita in Inghilterra con sua madre, ebbe un esaurimento nervoso. Anche la zarina Aleksandra non stava bene, preoccupata per la cattiva salute del figlio emofiliaco, Alessio. Ol'ga sostituì la zarina in occasione degli eventi pubblici e accompagnò suo fratello in un tour dell'impero, mentre la zarina rimase a casa.

### Secondo matrimonio, guerra e rivoluzione
Il 1 agosto 1914, con la prima guerra mondiale incombente, il reggimento di Ol'ga sfilò in rivista davanti a lei e allo Zar a Krasnoe Selo. Kulikovskij si offrì volontario per il servizio con gli ussari, che erano di stanza in prima linea nella Russia sudoccidentale. Con le precedenti conoscenze mediche acquisite nel villaggio di Ol'gino, Ol'ga iniziò* a lavorare come infermiera presso un ospedale della Croce Rossa a Rovno, vicino a dove era di stanza il suo reggimento. Quando i russi persero terreno a favore delle potenze centrali, l'ospedale di Ol'ga fu spostato verso est, a Kiev, e Michele tornò in Russia dall'esilio.
Nel 1916, lo zar annullò il suo matrimonio con il duca Pietro, permettendole di sposare il colonnello Kulikovskij. La cerimonia fu celebrata il 16 novembre 1916 nella chiesa di San Nicola a Kiev. Gli unici ospiti erano l'imperatrice vedova, il granduca Alessandro, quattro ufficiali del reggimento Achtjrskij e due infermiere di Ol'ga dell'ospedale di Kiev.

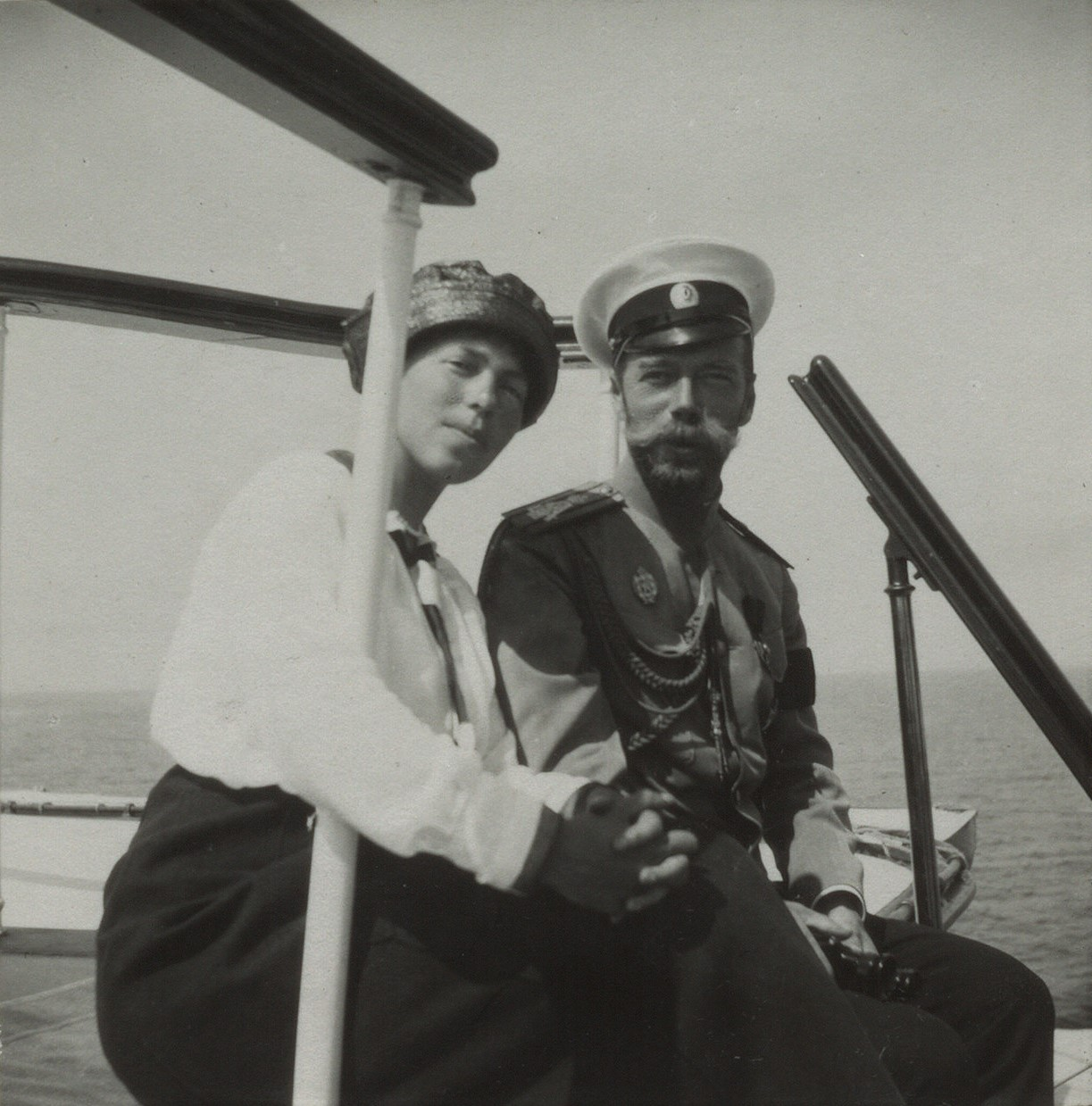
Olga Alexandrovna insieme a suo fratello maggiore, lo zar Nicola II di a bordo dello yatch imperiale Štandart, il 3 luglio 1914, durante la crisi di luglio.

Durante la guerra, le tensioni interne e le privazioni economiche in Russia continuarono a crescere assieme alle simpatie rivoluzionarie. Dopo l'abdicazione dello zar all'inizio del 1917, molti membri della dinastia Romanov, tra cui Nicola e i suoi parenti stretti, furono detenuti agli arresti domiciliari. In cerca di sicurezza, l'imperatrice vedova, il granduca Alessandro e la granduchessa Ol'ga si recarono in Crimea con un treno speciale, dove furono raggiunti dalla sorella di Ol'ga, la granduchessa Ksenija. Vissero nella tenuta del granduca Alessandro, Aj-Todor, a circa 12 miglia (19 km) da Jalta, dove furono posti agli arresti domiciliari dalle forze locali. Il 12 agosto 1917 nacque il primogenito di Ol'ga e Kulikovskij, Tichon Nikolaevič: il bimbo prese il nome da Tichon di Zadonsk, il Santo che veniva venerato vicino alla tenuta della granduchessa a Ol'gino.
I Romanov isolati in Crimea sapevano poco del destino dello zar e della sua famiglia. Nicola, Aleksandra e i loro figli vennero originariamente detenuti nella loro residenza ufficiale, il Palazzo di Alessandro, ma il governo provvisorio sotto Aleksandr Kerenskij li trasferì a Tobol'sk. Nel febbraio 1918, la maggior parte della famiglia imperiale di Aj-Todor fu trasferita in un'altra tenuta a Djulber, dove i granduchi Nicola e Pietro erano già agli arresti domiciliari. Ol'ga e suo marito furono lasciati ad Aj-Todor. L'intera famiglia Romanov in Crimea venne condannata a morte dal consiglio rivoluzionario di Jalta, ma le esecuzioni furono ritardate dalla rivalità politica tra i Soviet di Jalta e Sebastopoli. Nel marzo 1918, la Germania arrivò in Crimea e l'esercito rivoluzionario fu sostituito da quello tedesco. Nel novembre 1918, le forze tedesche furono informate che la loro nazione aveva perso la guerra, e fecero ritorno verso casa. Le forze alleate presero il controllo dei porti della Crimea, a sostegno del lealista Armata Bianca, che permise ai membri sopravvissuti della famiglia Romanov di fuggire all'estero. L'imperatrice vedova e, su sua insistenza, la maggior parte della famiglia e dei suoi amici furono evacuati dalla nave da guerra britannica HMS Marlborough. Nicola II era già stato ucciso a colpi d'arma da fuoco e la famiglia presumeva, giustamente, che anche la moglie e i figli fossero stati uccisi.

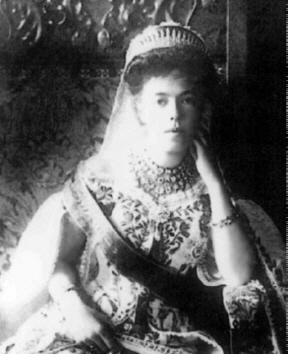
La granduchessa Ol'ga Aleksandrovna Romanova

Ol'ga e suo marito si rifiutarono di lasciare la Russia e decisero di trasferirsi nel Caucaso, che l'Armata Bianca aveva ripulito dai bolscevichi rivoluzionari. Una guardia del corpo imperiale, Timofej Jatčik, li guidò nella sua città natale, il grande villaggio cosacco di Novominskaja. In una fattoria affittata di cinque stanze, Ol'ga diede alla luce il suo secondo figlio, Jurij Nikolaevič, il 23 aprile 1919. Il bimbo prese il nome da un amico del padre, Jurij Panaev, rimasto ucciso mentre prestava servizio nel reggimento Achtyrskij durante la guerra. Nel novembre del 1919 la famiglia partì per quello che sarebbe stato il loro ultimo viaggio attraverso la Russia. Poco prima delle truppe rivoluzionarie fuggirono a Novorossijsk ed essi si rifugiarono nella residenza del console danese, Thomas Schytte, che li informò dell'arrivo sicuro dell'imperatrice vedova in Danimarca. Dopo un breve soggiorno con il console, la famiglia fu spedita in un campo profughi sull'isola di Büyükada nello stretto dei Dardanelli vicino a Istanbul, dove Ol'ga, suo marito e i figli condividevano tre stanze con altri undici persone. Dopo due settimane, furono evacuati a Belgrado nel regno dei Serbi, Croati e Sloveni dove ricevette la visita del principe reggente Alessandro. Alessandro I offrì alla granduchessa e alla sua famiglia una casa permanente, ma Ol'ga fu chiamata in Danimarca da sua madre. Il Venerdì Santo del 1920 Ol'ga e la sua famiglia arrivarono a Copenaghen. Essi vissero con l'imperatrice vedova dapprima nel Palazzo di Amalienborg, e poi nella tenuta reale di Hvidøre, dove Ol'ga fungeva da segretaria e dama di compagnia di sua madre. L'imperatrice vedova insistette per avere Ol'ga a sua completa disposizione e trovava i figli di Ol'ga troppo turbolenti. Non essendosi mai riconciliata con l'idea del matrimonio di sua figlia con un cittadino comune, ella era fredda nei confronti di Kulikovskij.

## Anna Anderson
Nel 1925, Ol'ga e suo marito si recarono a Berlino per incontrare Anna Anderson, che affermava di essere la nipote di Ol'ga, la granduchessa Anastasia.
Anderson affermò che con l'aiuto di un uomo di nome Tchaikovskij era fuggita dalla Russia rivoluzionaria attraverso Bucarest, dove aveva dato alla luce un figlio. Ol'ga pensava che la storia fosse "palpabilmente falsa", poiché Anderson non fece alcun tentativo di avvicinarsi alla regina Maria di Romania, durante tutto il suo presunto periodo a Bucarest.
Anderson dichiarò di essere a Berlino per informare la principessa Irene di Prussia (sorella della zarina Alexandra e cugina dello zar Nicola II) della sua sopravvivenza.
Ol'ga disse anche di essere sconcertata dal fatto che Anderson parlasse solo tedesco e non mostrasse alcun segno di conoscere né l'inglese né il russo, mentre Anastasia parlava fluentemente entrambe le lingue e ignorava il tedesco.
Quando Ol'ga si rifiutò di riconoscere Anderson come Anastasia pubblicamente e pubblicò una dichiarazione in cui negava qualsiasi somiglianza in un giornale danese, i sostenitori di Anderson, Harriet von Rathlef e Gleb Botkin, affermarono che Ol'ga stesse agendo su istruzioni ricevute da sua sorella Ksenija.

## Vita in Danimarca
Richiamata dall'imperatrice madre in Danimarca, Ol'ga la raggiunse a Copenaghen. Il 13 ottobre 1928 l'imperatrice madre morì. La granduchessa ereditò la tenuta di Hvidøre, che poi vendette per acquistare Knudsminde, un maniero a Ballerup. Lì Ol'ga e il marito allevarono cavalli, ai quali Kulikovsky era particolarmente affezionato, assieme a mucche Jersey, maiali, galline, oche, cani e gatti. Per il trasporto avevano una piccola automobile e una slitta. Ol'ga gestiva la casa con l'aiuto della sua anziana e fedele cameriera Emilia Tenso ("Mimka"), venuta con lei dalla Russia. La Granduchessa viveva con semplicità, lavorando nei campi, facendo le faccende domestiche e dipingendo. Il maniero diventò presto centro di ritrovo della monarchia russa in Danimarca e luogo di appuntamento per molti russi emigrati.
Ol'ga mantenne una corrispondenza con la comunità di emigrati russi e gli ex membri dell'esercito imperiale. Il 2 febbraio 1935 nella Chiesa ortodossa russa a Copenaghen, la granduchessa e il marito furono i padrini, assieme al cugino di lei, il principe Gustavo di Danimarca, di Aleksander Schalburg, figlio dell'ufficiale dell'esercito danese di origine russa Christian Frederik von Schalburg. Negli anni '30, la famiglia era solita trascorrere le vacanze annuali al castello di Sofiero, in Svezia, con il principe ereditario Gustavo di Svezia e sua moglie, Luisa. Ol'ga iniziò a vendere i suoi dipinti e a organizzare mostre a Copenaghen, Londra, Parigi e Berlino. Alcuni dei proventi furono donati alle associazioni di beneficenza che sosteneva.
La Danimarca venne invasa dalla Germania nazista il 9 aprile 1940. Seguirono gravi disagi come carenze alimentari, restrizioni alle comunicazioni e chiusure dei trasporti. Quando i figli di Ol'ga, Tichon e Jurij, prestarono servizio come ufficiali nell'esercito danese, vennero arrestati come prigionieri di guerra, ma la loro prigionia in un hotel di Copenaghen durò meno di due mesi. Tichon fu imprigionato per un altro mese nel 1943 dopo essere stato arrestato con l'accusa di spionaggio. Altri emigrati russi, desiderosi di combattere contro i sovietici, si arruolarono nelle forze tedesche. Nonostante la prigionia dei suoi figli e le origini danesi della madre, Ol'ga incontrava e mandava aiuti agli emigrati russi che combattevano contro il comunismo. Il 4 maggio 1945, le forze tedesche in Danimarca si arresero agli inglesi. Quando le condizioni economiche e sociali degli esiliati russi non migliorarono, il generale Petr Krasnov scrisse alla Granduchessa, descrivendo in dettaglio le misere condizioni degli immigrati russi in Danimarca. Ol'ga a sua volta chiese al principe Axel di Danimarca di aiutarli, ma la richiesta venne rifiutata.
Con la fine della seconda guerra mondiale, le truppe sovietiche occuparono l'isola danese di Bornholm e l'Unione Sovietica scrisse al governo danese accusando Ol'ga e un vescovo cattolico danese di cospirazione contro il governo sovietico. I Romanov sopravvissuti in Danimarca iniziarono a temere un assassinio o un tentativo di rapimento, e Ol'ga decise quindi di trasferire la sua famiglia in Canada.

## Canada
Nel maggio 1948, Ol'ga e la sua famiglia si recarono a Londra con una nave militare danese. Furono alloggiati in un appartamento a Hampton Court Palace mentre venivano presi accordi per il loro viaggio in Canada. Il 2 giugno 1948, Ol'ga, la sua famiglia e la devota ex cameriera di Ol'ga, Emilia Tenso ( "Mimka") lasciarono Liverpool a bordo della Empress of Canada. Dopo una traversata difficile, la nave attraccò ad Halifax, in Nuova Scozia. La famiglia visse a Toronto, finché non acquistò una fattoria di 200 acri nella contea di Halton, vicino a Campbellsville.
Nel 1952, la fattoria era ormai diventata un peso per Ol'ga e suo marito. Erano entrambi anziani; i loro figli si erano trasferiti; il lavoro era difficile da trovare; il colonnello soffriva di problemi di salute e alcuni dei gioielli rimasti ad Ol'ga furono rubati. La fattoria fu quindi venduta e Ol'ga, suo marito e la sua ex cameriera, Mimka, si trasferirono in una casa più piccola di cinque stanze al 2130 di Camilla Road, Cooksville. Mimka subì un ictus che la lasciò disabile, e Ol'ga curò l'ex cameriera fino alla morte di lei, avvenuta il 24 gennaio 1954.
La casa di Ol'ga divenne col tempo meta di visitatori: la principessa Marina, duchessa di Kent, nel 1954, e Louis Mountbatten e sua moglie Edwina, nell'agosto 1959. Nel giugno 1959, la regina Elisabetta II e il principe Filippo fecero visita alla granduchessa a Toronto e la invitarono a pranzo a bordo dello yacht reale Britannia. La casa di Ol'ga divenne una calamita anche per gli impostori dei Romanov, che la granduchessa e la sua famiglia consideravano una minaccia.

## Morte
Nel 1958, il marito di Ol'ga era praticamente paralizzato e lei vendette alcuni dei suoi gioielli rimanenti. Dopo la morte del marito nel 1958, la salute di lei peggiorò fino a quando venne ricoverata in ospedale nell'aprile 1960 al Toronto General Hospital. La granduchessa non fu informata o non era a conoscenza che la sorella maggiore, Ksenija, era morta a Londra quello stesso mese. Incapace di prendersi cura di sé stessa, Ol'ga andò a vivere con gli amici emigrati russi, Konstantin e Sinaida Martemianoff, in un appartamento sopra un salone di bellezza al 716 di Gerrard Street East, a Toronto. Entrò in coma il 21 novembre 1960 e morì il 24 novembre all'età di 78 anni.
Fu sepolta accanto al marito nel cimitero di York, a Toronto, il 30 novembre 1960, dopo un funerale nella Cattedrale di Cristo Salvatore, a Toronto. Gli ufficiali degli ussari Achtjrskij e dei corazzieri blu fecero la guardia nella piccola chiesa russa, che traboccava di persone in lutto. Sebbene vivesse in modo semplice, comprasse vestiti a buon mercato, facesse la spesa personalmente e si dedicasse al giardinaggio, la sua proprietà venne valutata oltre 200.000 dollari canadesi (circa $ 1,77 milioni nel 2020).

## Opere
Ol'ga iniziò a disegnare e dipingere in giovane età. Dipinse per tutta la vita, su carta, tela e ceramica, e la sua produzione è stimata in oltre 2.000 pezzi. Il suo soggetto abituale era il paesaggio, ma dipingeva anche ritratti e nature morte.
I suoi dipinti erano una fonte di guadagno redditizia. Secondo la nuora, Ol'ga preferiva esporre in Danimarca per evitare il mercantilismo del mercato nordamericano. Il Russian Relief Program, fondato da Tichon e dalla sua terza moglie in suo onore, ha esposto una selezione del suo lavoro presso la residenza dell'ambasciatore russo a Washington nel 2001, a Mosca nel 2002, a Ekaterinburg nel 2004, a San Pietroburgo e Mosca nel 2005, a Tjumen' e Surgut nel 2006, alla Galleria Tret'jakov a Mosca e al Castello Michajlovskij a San Pietroburgo nel 2007, e al Museo Vladimir Arsenyev a Vladivostok nel 2013. Alcuni pezzi sono inclusi nelle collezioni della regina Elisabetta II e del marito, principe Filippo, del re Harald V, e in collezioni private in Nord America e in Europa. Il Ballerup Museum di Pederstrup, ha circa 100 delle sue opere.

## Ascendenza
|                                      |                                                                |                                                      | Genitori                               |  |  | Nonni |  |  | Bisnonni           |  |  | Trisnonni         |  |
|                                      |                                                                |                                                      |                                        |  |  |       |  |  | Nicola I di Russia |  |  | Paolo I di Russia |  |
|                                      |                                                                |                                                      |                                        |  |  |       |  |  | Nicola I di Russia |  |  | Paolo I di Russia |  |
|                                      |                                                                | Sofia Dorotea di Württemberg                         |                                        |  |  |       |  |  | Nicola I di Russia |  |  |                   |  |
| Alessandro II di Russia              |                                                                |                                                      |                                        |  |  |       |  |  | Nicola I di Russia |  |  |                   |  |
|                                      |                                                                | Carlotta di Prussia                                  | Federico Guglielmo III di Prussia      |  |  |       |  |  |                    |  |  |                   |  |
|                                      |                                                                | Carlotta di Prussia                                  | Federico Guglielmo III di Prussia      |  |  |       |  |  |                    |  |  |                   |  |
|                                      |                                                                | Carlotta di Prussia                                  | Luisa di Meclemburgo-Strelitz          |  |  |       |  |  |                    |  |  |                   |  |
| Alessandro III di Russia             |                                                                | Carlotta di Prussia                                  |                                        |  |  |       |  |  |                    |  |  |                   |  |
|                                      |                                                                | Luigi II d'Assia, granduca d'Assia                   | Luigi I d'Assia, granduca d'Assia      |  |  |       |  |  |                    |  |  |                   |  |
|                                      |                                                                | Luigi II d'Assia, granduca d'Assia                   | Luigi I d'Assia, granduca d'Assia      |  |  |       |  |  |                    |  |  |                   |  |
|                                      |                                                                | Luigi II d'Assia, granduca d'Assia                   | Luisa d'Assia-Darmstadt                |  |  |       |  |  |                    |  |  |                   |  |
| Maria Massimiliana d'Assia-Darmstadt |                                                                | Luigi II d'Assia, granduca d'Assia                   |                                        |  |  |       |  |  |                    |  |  |                   |  |
|                                      |                                                                | Guglielmina di Baden                                 | Carlo Luigi di Baden                   |  |  |       |  |  |                    |  |  |                   |  |
|                                      |                                                                | Guglielmina di Baden                                 | Carlo Luigi di Baden                   |  |  |       |  |  |                    |  |  |                   |  |
|                                      |                                                                | Guglielmina di Baden                                 | Amelia Frederica di Hesse-Darmstadt    |  |  |       |  |  |                    |  |  |                   |  |
| Ol'ga Aleksandrovna Romanova         |                                                                | Guglielmina di Baden                                 |                                        |  |  |       |  |  |                    |  |  |                   |  |
|                                      | Federico Guglielmo di Schleswig-Holstein-Sonderburg-Glücksburg | Federico Carlo di Schleswig-Holstein-Sonderburg-Beck |                                        |  |  |       |  |  |                    |  |  |                   |  |
|                                      | Federico Guglielmo di Schleswig-Holstein-Sonderburg-Glücksburg | Federico Carlo di Schleswig-Holstein-Sonderburg-Beck |                                        |  |  |       |  |  |                    |  |  |                   |  |
|                                      | Federico Guglielmo di Schleswig-Holstein-Sonderburg-Glücksburg | Federica Amalia di Schlieben                         |                                        |  |  |       |  |  |                    |  |  |                   |  |
| Cristiano IX di Danimarca            | Federico Guglielmo di Schleswig-Holstein-Sonderburg-Glücksburg |                                                      |                                        |  |  |       |  |  |                    |  |  |                   |  |
|                                      |                                                                | Luisa Carolina d'Assia-Kassel                        | Carlo d'Assia-Kassel                   |  |  |       |  |  |                    |  |  |                   |  |
|                                      |                                                                | Luisa Carolina d'Assia-Kassel                        | Carlo d'Assia-Kassel                   |  |  |       |  |  |                    |  |  |                   |  |
|                                      |                                                                | Luisa Carolina d'Assia-Kassel                        | Luisa di Danimarca (1750-1831)         |  |  |       |  |  |                    |  |  |                   |  |
| Dagmar di Danimarca                  |                                                                | Luisa Carolina d'Assia-Kassel                        |                                        |  |  |       |  |  |                    |  |  |                   |  |
|                                      |                                                                | Guglielmo d'Assia-Kassel                             | Federico d'Assia-Kassel                |  |  |       |  |  |                    |  |  |                   |  |
|                                      |                                                                | Guglielmo d'Assia-Kassel                             | Federico d'Assia-Kassel                |  |  |       |  |  |                    |  |  |                   |  |
|                                      |                                                                | Guglielmo d'Assia-Kassel                             | Carolina Polissena di Nassau-Usingen   |  |  |       |  |  |                    |  |  |                   |  |
| Luisa d'Assia-Kassel                 |                                                                | Guglielmo d'Assia-Kassel                             |                                        |  |  |       |  |  |                    |  |  |                   |  |
|                                      |                                                                | Luisa Carlotta di Danimarca                          | Federico di Danimarca                  |  |  |       |  |  |                    |  |  |                   |  |
|                                      |                                                                | Luisa Carlotta di Danimarca                          | Federico di Danimarca                  |  |  |       |  |  |                    |  |  |                   |  |
|                                      |                                                                | Luisa Carlotta di Danimarca                          | Sofia Federica di Meclemburgo-Schwerin |  |  |       |  |  |                    |  |  |                   |  |
|                                      |                                                                | Luisa Carlotta di Danimarca                          |                                        |  |  |       |  |  |                    |  |  |                   |  |